# Harpe

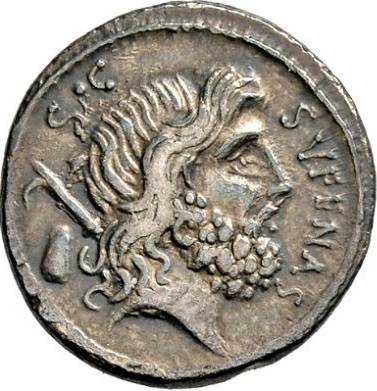
Denarius di Marcus Nonius Sufenas, 59 a.C. Testa di Saturno con harpe e omphalos, la pietra ingoiata da Saturno al posto di Giove

Harpē (ἅρπη) era una tipologia di arma bianca o di attrezzo agricolo ben testimoniata dalle fonti mitologiche degli antichi greci, ma priva di riscontri archeologici univoci. Nell'iconografia greco-romana più antica è un semplice falcetto, talvolta dentato (falx denticulata), o una roncola, ma successivamente la harpe fu raffigurata come una corta spada a lama diritta sotto la cui punta ne diparte una seconda a forma di uncino. Questa nuova foggia, chiamata talvolta "falchion", divenne dal IV secolo a.C. un attributo tipico di Perseo o a Roma di Saturno e in età imperiale compare anche nei rituali di iniziazione mitraici.

## Etimologia
Il vocabolo greco è legato al verbo greco "arpazo" (strappare via di fretta, saccheggiare) e ai verbi latini "sarpo" o "sarpio" che indicano l'azione del potare. Il vocabolo greco venne utilizzato anche da scrittori latini, ma senza tradurlo: per esempio Germanico scrive di Perseo: Aeschylus arpen adamantinam a Volcano dicit eum accepisse (= "Eschilo racconta che egli ricevette da Vulcano una harpe indistruttibile"), in cui si osservi la desinenza dell'accusativo in "n", secondo la grammatica greca, anziché in "m". Analogamente in lingua italiana veniva anticamente indicata con il vocabolo "arpa".
Tuttora, in calabrese col termine "arpa" si indica la falce da fieno.

## Storia

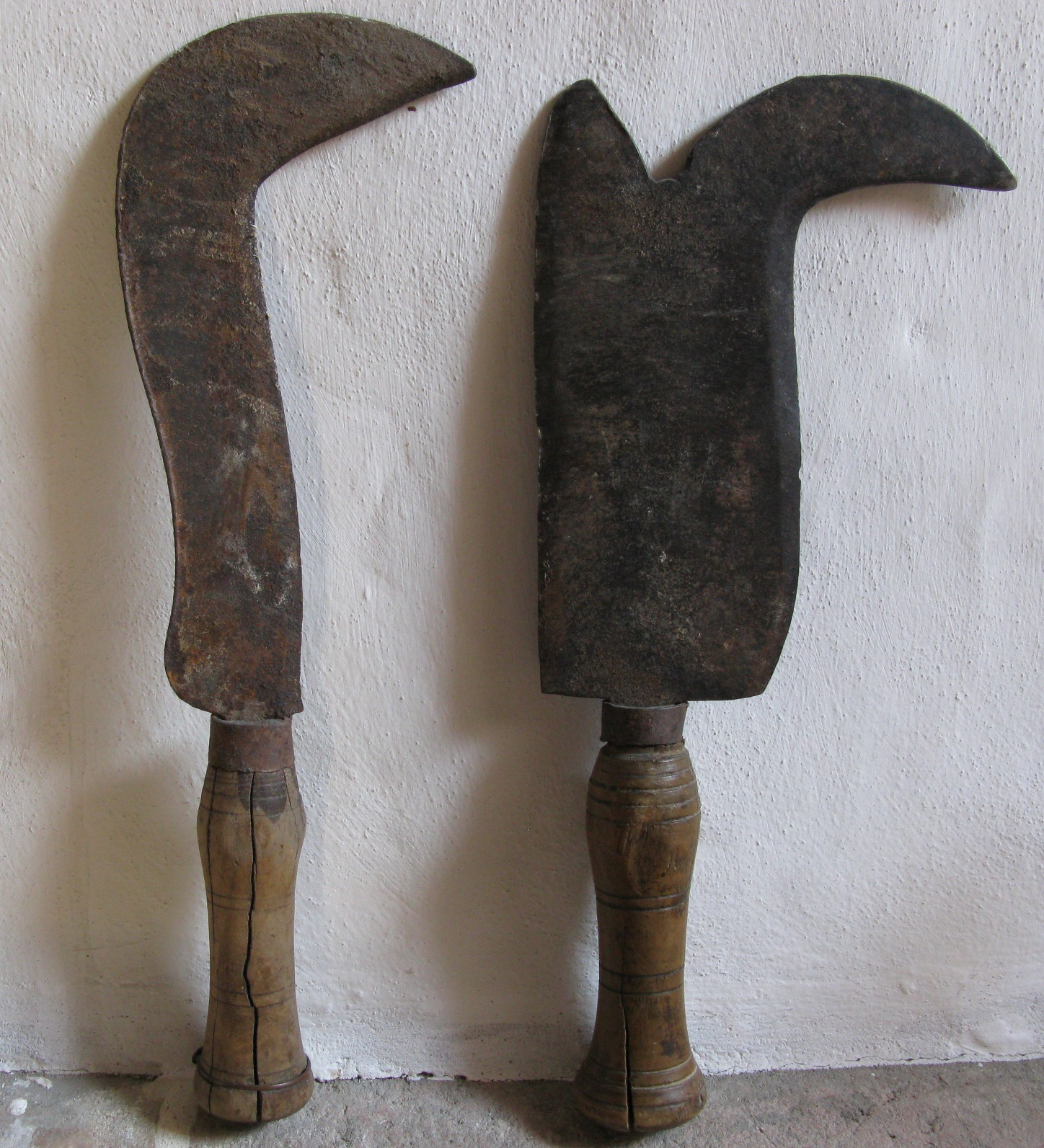
Anche le moderne roncole usate in agricoltura compaiono in due modelli: senza e con punta diritta)

La harpe è arma frequentemente citata nella mitologia greca: se ne serve Crono per evirare il padre Urano; nella Gigantomachia Zeus la utilizza per combattere Tifone; la utilizzano poi Ermes contro Argo Panoptes ed Eracle contro l'Idra di Lerna. Le narrazioni perlopiù specificano che la harpe era costruita con un materiale indistruttibile ("adamantinos", cioè letteralmente "non domabile"). Si tratta dunque di un'arma "magica" da utilizzare contro mostri perlopiù anguiformi. Anche Zeus ne fa fabbricare una ad Efesto da donare a Perseo per decapitare la gorgone Medusa.
 Non abbiamo dati archeologici consistenti capaci di testimoniarci quale fosse la foggia effettiva di quest'arma. Si ipotizza che la foggia di "falchion" potesse derivare dal mondo orientale e in particolare dalla spada-scure degli egizi, il khopesh, e che a sua volta costituisse l'archetipo da cui sviluppò il makhaira, la sciabola dal taglio concavo diffusa tra le forze di cavalleria greche.